# Osterwiese

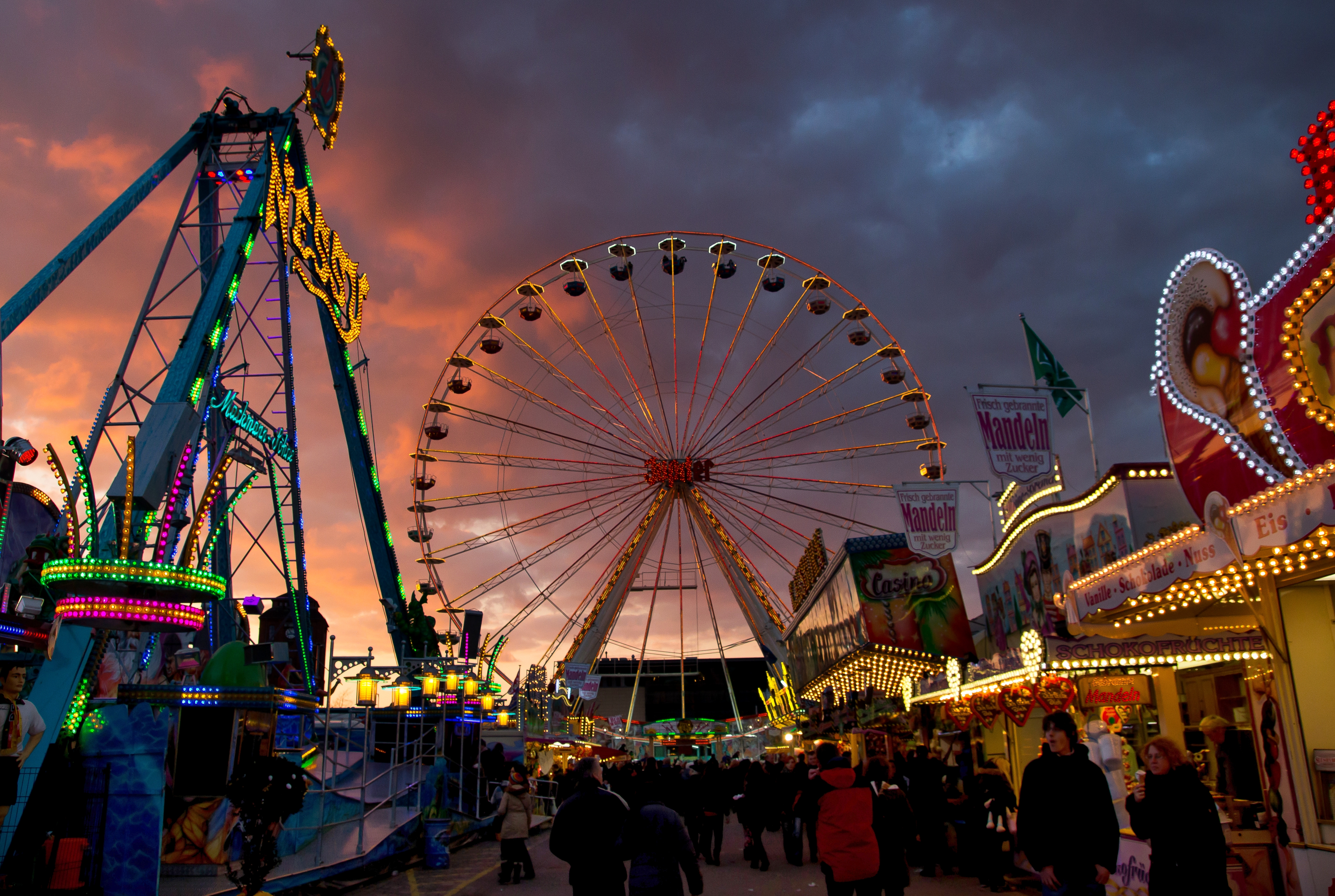
Osterwiese auf der Bremer Bürgerweide am Abend (2013)

Die Osterwiese ist ein Volksfest, das alljährlich vor, während und nach dem Osterfest in Bremen stattfindet. Mit jährlich über einer Million Besuchern an 16 Tagen und über 200 Schaustellern gehört die Veranstaltung mit zu den größten deutschen Volksfesten. Das Volksfest wurde 1928 erstmals in Bremen-Gröpelingen veranstaltet, wechselte danach mehrmals seinen Standort und findet seit 1946 regelmäßig auf der Bremer Bürgerweide im Stadtteil Findorff statt. Der jeweils im Frühjahr liegende Veranstaltungstermin ist durch die Anbindung an das Osterdatum beweglich, wobei die Osterwiese stets am Karfreitag geschlossen ist.

## Geschichte
Die Osterwiese ist nach Angaben des heutigen Veranstalters, der Arbeitsgemeinschaft Bremer Märkte und der Stadt Bremen, im Vergleich zum wesentlich älteren und zudem größeren Bremer Freimarkt ein „noch ‚junges‘ Volksfest“. Sie fand 1928 erstmals als damals so benanntes „Oster-Volksfest“ im Halmerweg im Bremer Stadtteil Gröpelingen statt. 1933 erhielt sie ihren Namen „Osterwiese“. Während des Zweiten Weltkriegs gab es von 1941 bis 1945 keine Osterwiese. Nach dem Krieg gab es vom 12. bis 22. April 1946 die erste Osterwiese auf der Bremer Bürgerweide, auf der sie seitdem regelmäßig stattfindet und auf der auch alljährlich im Herbst der Bremer Freimarkt veranstaltet wird. Vor dieser Zeit wechselte der Standort des Frühlingsvolksfestes mehrmals:

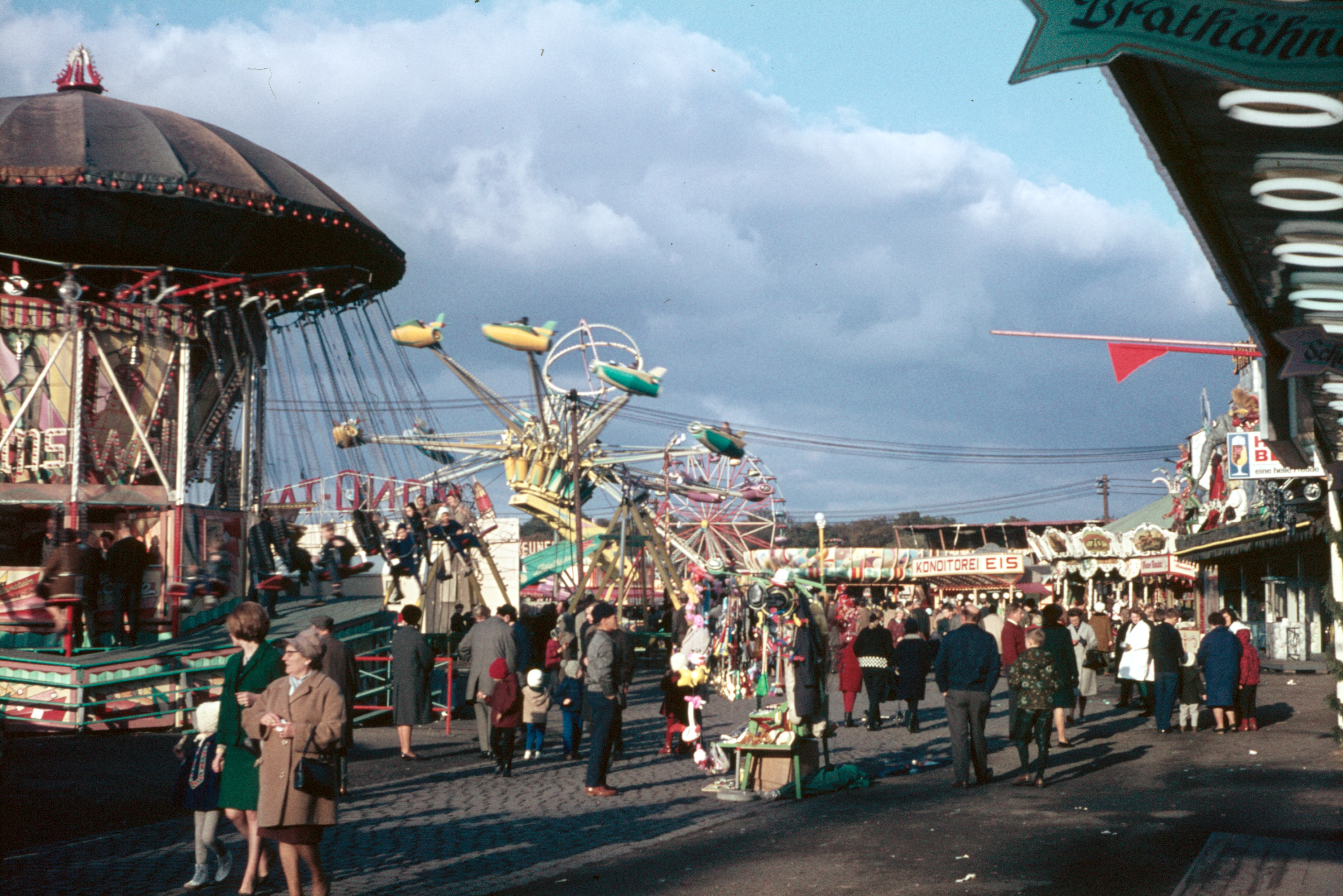
Osterwiese auf der Bürgerweide (1967)

- 1928: Halmerweg in Bremen-Gröpelingen
- 1929: Hohentorsplatz in der Bremer Neustadt
- 1930: Sportplatz Neukirchstraße/Herbststraße in Bremen-Findorff
- 1931: Grünenkamp in Bremen-Neustadt
- 1932–1934: Hohentorsplatz
- 1935–1937: Bremer Bürgerweide in Bremen-Findorff
- 1938: Hohentorsplatz
- 1939: Bürgerweide
- 1940: Bürgerweide, Danziger Freiheit (Nordstraße) und auf dem Grünenkamp

Die Osterwiese beginnt eine Woche vor Karfreitag an einem Freitag und endet eine Woche nach Ostern an einem Sonntag. Während dieser Zeit ist sie täglich von 13 bis 23 Uhr geöffnet und am Karfreitag geschlossen. Am ersten Freitag findet ein Höhenfeuerwerk über der Bürgerweide statt. Nach Angaben der Stadt Bremen kommen jedes Jahr über eine Million Besucher zur Osterwiese.

## Festplatz

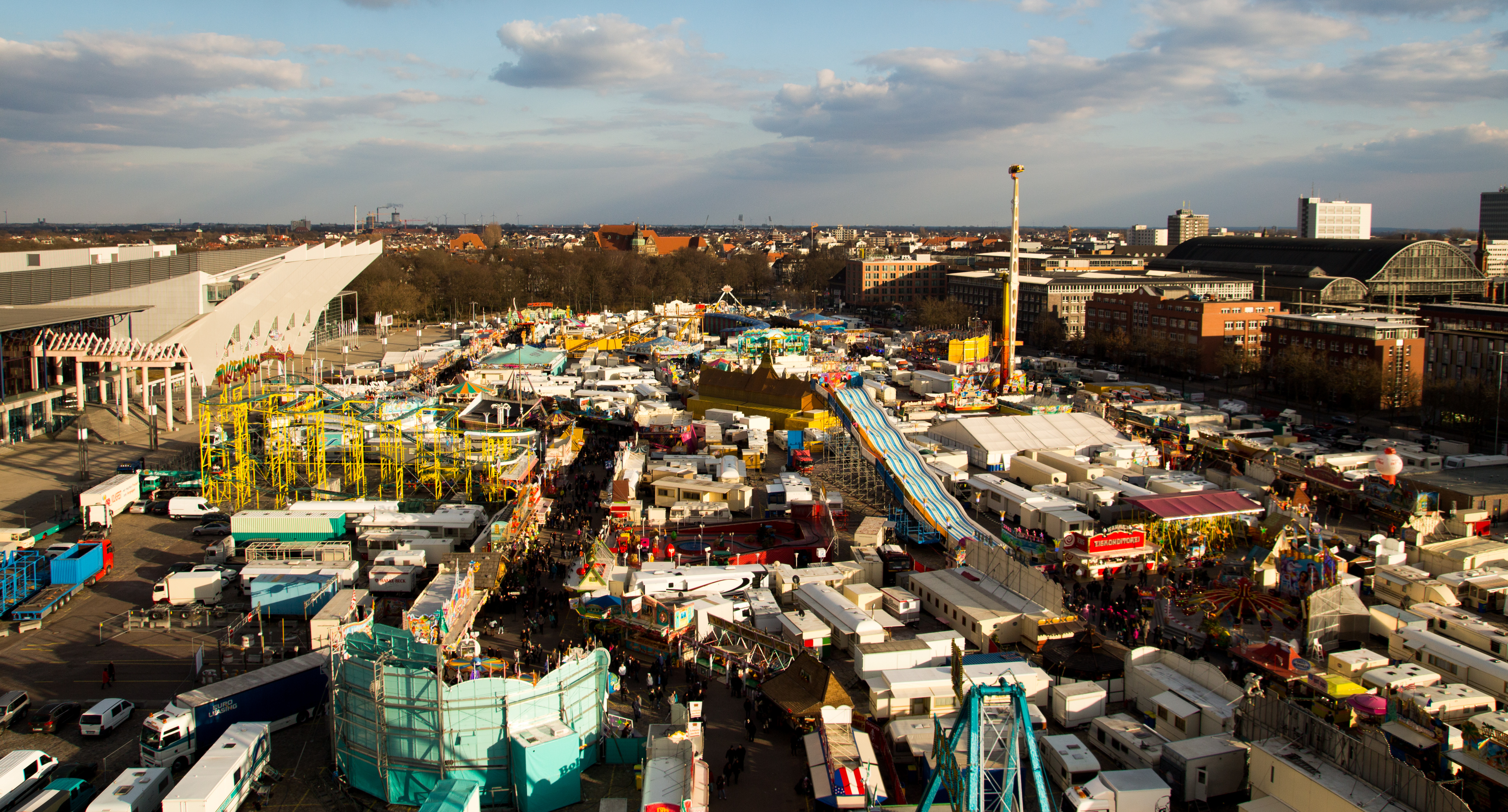
Blick vom Riesenrad auf die Osterwiese auf der Bürgerweide (2013)

Die heutige Schaufläche auf der Bremer Bürgerweide umfasst über 50.000 Quadratmeter und wird von über 200 Schaustellern beschickt, darunter Fahr- und Belustigungsgeschäfte, Kinderkarussells, Losbuden, Verkaufsstände (meist Süßwaren, Eis und Backwaren), Imbiss- und Schankbetriebe sowie Festzelte mit gastronomischer Versorgung und teils auch Live-Musik.
Einige wenige, meist am Rande des Festplatzes entlang der Theodor-Heuss-Allee platzierte Verkaufsstände mit Gebrauchsgütern, wie beispielsweise Kochtöpfe, Haushaltsmesser oder Besen und Bürsten, erinnern an die frühere Tradition der Kramermärkte.
Die Hauptzugänge zur Osterwiese erfolgen u. a. über Zugänge an der Theodor-Heuss-Allee, die meist vom Nordausgang des Bremer Hauptbahnhofs her und dem davorliegenden Willy-Brandt-Platz, auf dem sich während der Osterwiese auch einige Verkaufsstände und Imbisse befinden, von Besuchern genutzt werden. Weitere Zugänge befinden sich an der Gustav-Deetjen-Allee neben der vormaligen Bremer Stadthalle, der seit 2011 so benannten ÖVB-Arena, und an der Findorffstraße/Ecke Theodor-Heuss-Allee neben dem Kulturzentrum Schlachthof.